# 2015 في اليابان
فيما يلي قوائم الأحداث التي وقعت خلال عام 2015 في اليابان.

## سياسة

### تعيين في المنصب
- 7 أكتوبر – تارو كونو رئيس الهيئة الوطنية للسلامة العامة [الإنجليزية]‏، Minister of State for Consumer Affairs and Food Safety [الإنجليزية]‏.

### انتهاء فترة المنصب
- 7 أكتوبر – هاكوبون شيمومورا وزير التربية والثقافة والرياضة والعلوم والتقانة [الإنجليزية]‏.

## رياضة
- 11 أكتوبر – جائزة اليابان الكبرى للدراجات النارية 2015

## أفلام
من الأفلام التي صدرت هذه السنة في اليابان:
- 1 يناير – أختنا الصغيرة من إخراج هيروكازو كوري إدا.
- 1 يناير – المحقق كونان: تباعات الشمس الجهنمية من إخراج Kōbun Shizuno [الإنجليزية]‏.
- 1 يناير – إمبراطورية الجثث من إخراج Ryôtarô Makihara  [لغات أخرى]‏.
- 1 يناير – إيفانجيليون: 3.0+1.0 من إخراج هيدياكي أنو.
- 1 يناير – ترنيمة القلب من إخراج تاتسويوكي ناغاي.
- 1 يناير – جو أون: ذا فاينل من إخراج ماسايوكي أوشياي.
- 1 يناير – دراغون بول زد: إعادة إحياء "إف" من إخراج تاديوشي يامامورو  [لغات أخرى]‏.
- 1 يناير – ساكاساما نو باتيما من إخراج ياسوهيرو يوشيورا.
- 1 يناير – هجوم العمالقة من إخراج شينجي هيغوتشي.
- 19 يوليو – عندما كانت مارني هناك من إخراج هيروماسا يونيبايشي.

## برامج ومسلسلات وأنمي
- قصة حبي!!
- اجين
- موكب الموت
- ديجيمون أدفنتشر تراي
- في جعبتي حكاية
- شارلوت

## وفيات

### يناير
- 15 يناير – تشيكاو أوتسكا (مواليد 1929)
- 30 يناير – كينجي غوتو (مواليد 1967) إعلامي ياباني.

### أبريل
- 1 أبريل – ميساو أوكاوا (مواليد 1898)
- 15 أبريل – تاداهيكو أويدا (مواليد 1947) لاعب كرة قدم ياباني.[1]

### يونيو
- 5 يونيو – كازو شيبا (مواليد 1940)

### يوليو
- 5 يوليو – يويتشيرو نامبو (مواليد 1921) فيزيائي أمريكي.[2]
- 11 يوليو – ساتورو إواتا (مواليد 1959)[3]

### أغسطس
- 3 أغسطس – هيرويوكي أغاوا (مواليد 1920)[4]

### سبتمبر
- 5 سبتمبر – سيتسوكو هارا (مواليد 1920) ممثلة يابانية.[5]

### أكتوبر
- 8 أكتوبر – ساشيكو ميغورو (مواليد 1926) ممثلة يابانية.[6]
- 27 أكتوبر – ميو ماتسوكي (مواليد 1977)[7]
- 27 أكتوبر – نوريوشي اوهراي (مواليد 1935) رسام كتب ياباني.[8]

### نوفمبر
- 30 نوفمبر – شيغيرو ميزوكي (مواليد 1922)[9]